# Carl Manicus-Hansen
Carl Hans Theodor Manicus-Hansen (Koppenhága, 1877. december 2. – Koppenhága, 1960. szeptember 23.) olimpiai ezüstérmes dán tornász.
Az 1906. évi nyári olimpiai játékokon indult tornában és csapat összetettben ezüstérmes lett. (Később ezt az olimpiát a Nemzetközi Olimpiai Bizottság nem hivatalosnak nyilvánította)
Klubcsapata a Akademisk Gymnastikforening volt.